# Charles Poulenard
Charles Alexandre Casimir Poulenard (Sens, Yonne, 30 de març de 1885 – París, 10 de novembre de 1958) va ser un atleta francès que va competir a començaments del segle xx.
El 1912 va prendre part en els Jocs Olímpics d'Estocolm, on disputà quatre proves del programa d'atletisme. En els 200, 400 i 800 metres quedà eliminat en sèries. En els 4x400 metres relleus guanyà la medalla de plata amb l'equip francès.